# Passione (film 2010)
(John Turturro, introduzione al film)
Passione è un film documentario del 2010 diretto da John Turturro.
Documentario musicale uscito nelle sale il 22 ottobre 2010; il 26 ottobre è stato pubblicato il cd con la colonna sonora. Il 4 settembre 2010 il film è stato presentato alla 67ª Mostra internazionale d'arte cinematografica di Venezia.
Ha vinto nel 2010 il premio Capri Cult Movie Award per la mostra "Capri, Hollywood festival", il Festival internazionale del cinema di Salerno ed il premio Città di Loano. Inoltre, dato il successo del film e delle canzoni, è stato realizzato nell'estate 2011 un tour musicale nazionale.

## Trama
Il film è girato a Napoli e racconta con aneddoti, interviste, video d'epoca e con le secolari canzoni classiche napoletane quella che è la Napoli dei vicoli, popolare, folcloristica e la sua storia.
Essendo un documentario, non ha una trama ben definita ma vede un susseguirsi di reinterpretazioni di artisti contemporanei, spesso intercalati da brevi frammenti di immagini riguardanti storici interpreti della canzone napoletana, come Sergio Bruni, Fernando De Lucia, Massimo Ranieri ed Enrico Caruso, che evidenziano l'immutata cultura musicale partenopea.

### I brani
(John Turturro)
Le canzoni riportate per intero nel film sono 15, e molte vedono oltre all'interpretazione canora anche una parte recitativa che rende il tutto più simile ad un video musicale che ad una esibizione live.
In ordine di apparizione nella pellicola, i brani sono:

#### Vesuvio
Brano dedicato al vulcano campano, scritto da Angelo De Falco, nel film è interpretato dagli Spakka - Neapolis 55, accompagnato da video girati all'interno del chiostro di san Martino ed alcune riprese aeree fatte sulla città e sul Vesuvio.

#### Era de maggio
Secondo brano del film è la famosa poesia del 1885 di Salvatore Di Giacomo, Era de maggio interpretata dalla Piccola Orchestra Avion Travel con la collaborazione di Mísia. La poesia fu musicata da Mario Pasquale Costa e vanta all'attivo illustri interpreti, tra i quali si ricordano: Renzo Arbore, Franco Battiato, Andrea Bocelli, Sergio Bruni, José Carreras, Mina, Roberto Murolo, Luciano Pavarotti, Massimo Ranieri, Tito Schipa e Claudio Villa.
Il video è girato in largo Banchi Nuovi.

#### Comme facette mammeta
Comme facette mammeta è una canzone del 1906 scritta da Giuseppe Capaldo e musicata da Salvatore Gambardella. Il brano è utilizzato anche nel trailer ufficiale del film e la sua esecuzione appartiene a Pietra Montecorvino con arrangiamento musicale di Eugenio Bennato.
Il video è girato nello storico palazzo dello Spagnolo dal quale si affacciano lungo le particolari e suggestive scalinate alcune ragazze danzanti.

#### Maruzzella
Maruzzella è una storica canzone del 1954 composta da Renato Carosone per la musica e da Enzo Bonagura per il testo. La canzone ha un ritmo molto sensuale, romantico ed in diversi punti anche erotico. Il video che accompagna l'interpretazione di Gennaro Cosmo Parlato infatti vede una coppia con la donna seduta a gambe aperte sull'uomo, tenendo il ritmo del brano con il movimento "ambiguo" delle gambe.
Il video è interamente girato a Bagnoli ed in particolare lungo la spiaggia che fronteggia l'isola di Nisida.

#### Malafemmena
Malafemmena è la canzone simbolo di Totò. Nel film la stessa viene interpretata da Massimo Ranieri, ed ,inoltre, alla fine della sua esibizione il "principe della risata" (Totò) viene raccontato anche da John Turturro, il quale spiega come e perché è nata questa canzone.
Il video è interpretato dallo stesso Massimo Ranieri all'interno di uno storico palazzo di Napoli, sito in via della Ferrovia nel quartiere di Secondigliano. Nella breve storia recitativa, l'attore e cantante napoletano viene sorpreso dalla moglie (Lina Sastri) a letto con un'altra donna. Subito dopo gli schiaffeggiamenti della donna, inizia la canzone ed il litigio tra i due coniugi fino al definitivo ritorno di Ranieri a letto con l'amante.

#### Don Raffaè
Il brano Don Raffaè fu scritto da Mauro Pagani per la musica e da Massimo Bubola e Fabrizio De André per il testo. L'interpretazione è di Peppe Barra anche se nel video, che mostra una storia pressoché analoga a quella raccontata dalla canzone, compaiono anche Max Casella e, in un cameo di pochi secondi, John Turturro, nelle parti di guardie carcerarie che portano il caffè.
Il video è girato all'interno del castel dell'Ovo ed è anticipato da una intervista in carcere di Raffaele Cutolo, presunto ispiratore della canzone.

#### Nun te scurdà
Nun te scurdà, scritto dagli Almamegretta nel 1995, è il brano più recente del film. Il pezzo è eseguito da Raiz, dagli stessi Almamegretta, da Pietra Montecorvino e M'Barka Ben Taleb.
Il video è girato nello spiazzale sul quale si affacciano il palazzo Giusso e la cappella Pappacoda.

#### Passione
Il brano Passione è una poesia di Libero Bovio del 1934 musicata da Ernesto Tagliaferri e Nicola Valente. La canzone è interpretata da James Senese. Anticipa l'esibizione un'intervista sull'infanzia dell'artista napoletano e sui suoi ricordi inerenti alle difficoltà d'inserimento con i suoi coetanei per via del colore della pelle scuro. James Senese infatti fu uno dei bambini nati durante la seconda guerra mondiale da padre afroamericano e madre napoletana.
Il video è in un ambiente chiuso (girato all'interno del "Bluestone", club di musica dal vivo della movida partenopea ormai chiuso). Assieme al video di Tammurriata nera, Napoli non funge da scenografia.

#### Tammurriata nera
Tammurriata nera è uno dei pezzi forte del film. Particolarissima è l'esibizione di Peppe Barra che a modo suo interpreta la canzone napoletana, scritta nel 1944 da E. A. Mario (musica) ed Edoardo Nicolardi (testo), che narra degli effetti post-guerra sulla nascita dei bambini neri, frutto dei rapporti non sempre consenzienti, dei soldati americani e delle donne napoletane. L'esibizione è particolare soprattutto perché nel video sono mischiate due diverse canzoni: Tammurriata nera e Pistol Packin' Mama. Assieme a Peppe Barra, che esegue la canzone napoletana, ci sono anche Max Casella, per la canzone americana, e M'Barka Ben Taleb che in tunisino canta la storica canzone partenopea.
Il video è in un ambiente scuro ed al chiuso. Dunque Napoli, solo in questo caso ed in quello di Passione, non funge da scenografia.

#### Catarì
Catarì è una poesia di Salvatore Di Giacomo scritta nel 1892 e musicata da Mario Costa nello stesso anno. L'interpretazione per il film è effettuata da Fausto Cigliano, la trascrizione per Chitarra è di Rino Alfieri. Il video è girato all'interno del complesso del Pio Monte della Misericordia, con abbondanti inquadrature sulle sette opere di Misericordia del Caravaggio ed altre dedicate agli altri dipinti che abbelliscono la sala.

#### Caravan Petrol
Caravan Petrol, canzone del 1958 di Renato Carosone, è il primo dei due video del film girati fuori Napoli, precisamente nella solfatara di Pozzuoli.
Di particolare bellezza è l'introduzione che Renato Carosone fa a questo video, con un assolo al pianoforte di pregevole fattura.
In questo video sono presenti accanto a Fiorello, che interpreta la canzone, anche Max Casella e John Turturro che recitano e ballano nelle parti di scavatori alla ricerca del petrolio. Escluso il breve cameo nel brano Don Raffaè, per Turturro questa sarà l'unica apparizione in un brano musicale di tutto il film.
In realtà dietro alla fiction scenica si cela l'interpretazione di Enzo Avitabile, artista molto popolare a partire dagli anni '80, nel culmine degli anni del Napoli Power, assieme ai Bottari. Il solo Avitabile compare verso la fine della canzone.

#### Canto delle lavandaie del Vomero
Questa canzone popolare napoletana risale al XIII-XIV sec., canto di protesta contro la dominazione di dinastie straniere sul suolo di Napoli. Viene interpretata da Fiorenza Calogero, Daniela Fiorentino e Lorena Tamaggio. È il secondo video del film girato fuori Napoli: le riprese sono fatte nella Piscina Mirabilis, a Bacoli.

#### Faccia Gialla
Faccia Gialla è una canzone scritta da Enzo Avitabile. Nel film è interpretata dallo stesso Enzo Avitabile con Bottari e Scorribanda. Il video è girato in un cortile storico della città.

#### Dove sta Zazà?
Dove sta Zazà? è una canzone del 1944 scritta da Raffaele Cutolo per le parole e Giuseppe Cioffi per la musica. La reinterpretazione del film avviene da parte di Pietra Montecorvino e Max Casella, i quali si muovono lungo i vicoli ed i mercatini del Borgo S.Antonio del centro storico di Napoli.

#### Indifferentemente
Indifferentemente è una canzone napoletana del 1963 musicata da Salvatore Mazzocco e scritta da Umberto Martucci e presentata al Festival di Napoli da Mario Trevi e Mario Abbate. Nel film la canzone è interpretata da Mísia ed è girato nello storico palazzo Riario Sforza,che fu dimora del cardinal Sisto Riario Sforza, ultimo vescovo della Napoli del Regno delle Due Sicilie.

#### Napule è
Napule è, famoso brano di Pino Daniele scritto nel 1977, è quello conclusivo del film. Viene eseguito nella sua versione originale, nonostante l'autore napoletano non appare nel film. La canzone è accompagnata piuttosto da diversi cittadini che ballano sorridenti sulle note del pezzo per i vicoli e le piazze della città.

### Altre canzoni ed interpreti
Altre canzoni sono mostrate per lo più da frammenti video originali o da esibizioni moderne reinterpretate mixate ad altre d'epoca:
- Carmela (Mina)
- I' te vurria vasà (Valentina Ok)
- Dicitencello vuje (Riccardo Ciccarelli)
- Antica ninna nanna partenope (Don Alfonzo)
- 'O sole mio (Sergio Bruni, Massimo Ranieri, M'Barka Ben Taleb)
- Bammenella (Angela Luce)
- Passione (James Senese)
- Pistol Packing Mama (Al Dexter & His Troopers)
- 'O sole mio (Renato Carosone, pianoforte)
- 'A Vucchella (Enrico Caruso)
- Marechiare (Fernando De Lucia)

## Produzione

### Riprese
Il film è girato in alcuni dei luoghi più caratteristici di Napoli: piazza San Domenico Maggiore, castel dell'Ovo, castel Sant'Elmo, Coroglio, lo spiazzale dinanzi alla cappella Pappacoda, palazzo dello Spagnolo ed altri vicoli cittadini. Il brano Caravan petrol interpretato da Fiorello è girato alla solfatara di Pozzuoli, nell'area flegrea. Il Canto delle lavandaie del Vomero è girato nella Piscina Mirabilis di Bacoli.